# Bethany (Virginie-Occidentale)
Pour les articles homonymes, voir Bethany.
Bethany est une ville américaine située dans le comté de Brooke en Virginie-Occidentale.
Selon le recensement de 2010, Bethany compte 1 036 habitants. La municipalité s'étend sur 0,74 milles carrés (1,92 km2).
Un bureau de poste y est installé en 1827 au domicile d'Alexander Campbell qui, quelques années plus tard, fonde la ville et la nomme Bethany, probablement en l'honneur de Béthanie en Judée.